# 남위 15도
남위 15도는 적도에서 남쪽으로 15도 떨어진 위선이다. 남태평양, 남아메리카, 대서양, 아프리카, 인도양, 오스트랄라시아를 통과한다. 

## 지나가는 지역
남위 15도는 본초 자오선으로부터 동쪽으로 다음과 같은 지역을 통과한다.
| 좌표                                                    | 국가, 지역, 해역    | 비고 |
| ------------------------------------------------------- | ------------------- | --- |
| 남위 15° 0′ 동경 0° 0′  / 남위 15.000° 동경 0.000°      | 대서양              | |
| 남위 15° 0′ 동경 12° 9′  / 남위 15.000° 동경 12.150°    | 앙골라              | |
| 남위 15° 0′ 동경 22° 0′  / 남위 15.000° 동경 22.000°    | 잠비아              | |
| 남위 15° 0′ 동경 30° 13′  / 남위 15.000° 동경 30.217°   | 모잠비크            | |
| 남위 15° 0′ 동경 34° 37′  / 남위 15.000° 동경 34.617°   | 말라위              | |
| 남위 15° 0′ 동경 35° 52′  / 남위 15.000° 동경 35.867°   | 모잠비크            | |
| 남위 15° 0′ 동경 40° 39′  / 남위 15.000° 동경 40.650°   | 인도양              | 모잠비크 해협 - 모잠비크섬 북쪽 통과                                                                                        |
| 남위 15° 0′ 동경 47° 13′  / 남위 15.000° 동경 47.217°   | 마다가스카르        | |
| 남위 15° 0′ 동경 50° 20′  / 남위 15.000° 동경 50.333°   | 인도양              | |
| 남위 15° 0′ 동경 124° 54′  / 남위 15.000° 동경 124.900° | 오스트레일리아      | 웨스턴오스트레일리아주 - 코로네이션 제도, 프린스프레드릭항, 케임브리지만 통과 노던 준주                                     |
| 남위 15° 0′ 동경 135° 31′  / 남위 15.000° 동경 135.517° | 인도양              | 카펀테리아만 |
| 남위 15° 0′ 동경 141° 40′  / 남위 15.000° 동경 141.667° | 오스트레일리아      | 퀸즐랜드주 |
| 남위 15° 0′ 동경 145° 20′  / 남위 15.000° 동경 145.333° | 태평양              | 산호해 |
| 남위 15° 0′ 동경 166° 35′  / 남위 15.000° 동경 166.583° | 바누아투            | 에스피리투산토섬 - 빅베이                                                                                                   |
| 남위 15° 0′ 동경 167° 3′  / 남위 15.000° 동경 167.050°  | 태평양              | 산호해 |
| 남위 15° 0′ 동경 168° 6′  / 남위 15.000° 동경 168.100°  | 바누아투            | 매우섬 |
| 남위 15° 0′ 동경 168° 8′  / 남위 15.000° 동경 168.133°  | 태평양              | 프랑스령 폴리네시아 마티바 환초 남쪽 통과                                                                                   |
| 남위 15° 0′ 서경 148° 17′  / 남위 15.000° 서경 148.283° | 프랑스령 폴리네시아 | 티케하우 환초와 랑이로아 환초를 통과                                                                                        |
| 남위 15° 0′ 서경 147° 35′  / 남위 15.000° 서경 147.583° | 태평양              | 프랑스령 폴리네시아 아루투아 환초 북쪽 통과 프랑스령 폴리네시아 티케이섬 남쪽 통과 프랑스령 폴리네시아 푸카푸카섬 남쪽 통과 |
| 남위 15° 0′ 서경 75° 28′  / 남위 15.000° 서경 75.467°   | 페루                | |
| 남위 15° 0′ 서경 69° 21′  / 남위 15.000° 서경 69.350°   | 볼리비아            | |
| 남위 15° 0′ 서경 60° 24′  / 남위 15.000° 서경 60.400°   | 브라질              | 마투그로수주 고이아스주 - 약 12km 마투그로스주 - 약 8km 고이아스주 미나스제라이스주 바이아주 미나스제라이스주 바이아주      |
| 남위 15° 0′ 서경 39° 0′  / 남위 15.000° 서경 39.000°    | 대서양              | |

## 같이 보기
- 남위 14도
- 남위 16도